# Marca d'Ivrea
La Marca d'Ivrea va ser un gran comtat fronterer al nord-est de la península Itàlica que va existir durant el segle x. La seva capital va ser Ivrea i va estar governada per una família de marcgravis borgonyons anomenats els anscàrides del nom del primer titular. Aquesta "marca" va ser la principal frontera entre Itàlia i França i va servir com a protecció davant la ingerència de qualsevol d'ambdós països sobre l'altre.
La marca va ser concedida a Anscari a 888 per Guiu de Spoleto, recentment elegit rei d'Itàlia. Anscari i la seva família havien estat un dels principals suports de Guiu en el seu intent per ser nomenat rei de França. El territori inicial de la marca consistia en el Piemont i la major part de Ligúria amb els comtats de Acqui, Alba, Asti, Bredulo, Auriate, Torí, Ivrea, Vercelli, Pombia, Stazzona, Bulgària, Lomello, Savona i Ventimiglia.
La fortuna dels Anscari va créixer cap a la meitat del segle X quan el marcgravi Berenguer va arribar a ser rei d'Itàlia al costat del seu fill.

## Divisió de la Marca
Però l'ambició de Berenguer el va portar a enfrontar-se amb gairebé tothom. En 941 el rei Hug d'Arle va aprofitar que Berenguer havia fugit per lliurar al comte Arduí el Calb el territori de Torí, després Marca de Torí; un Arduí agraït el va protegir a la seva marca quan Berenguer va usurpar el poder. A conseqüència de les guerres que va provocar Berenguer, l'emperador Otó I va intervenir a Itàlia el 951, permetent a Berenguer mantenir-se com rei d'Itàlia a canvi que fos reestructurada la frontera nord. La marca d'Ivrea va ser dividida i d'aquesta manera es controlava més el poder de Berenguer en posar part del territori en mans de famílies franc-alemanyes: la Marca de Ligúria oriental va ser lliurada al comte Obert; el comte Aleram va rebre la marca Aleràmica després Marquesat de Montferrat i Arduí va rebre la marca de Torí segurament amb més territoris que abans.
La marca d'Ivrea no va desaparèixer després d'aquesta divisió, va seguir existint en tota la seva meitat nord, amb el nom de vegades de marca Anscárica en record dels seu fundador. El mateix Berenguer II es va quedar aquest territori com a feu personal. Però Berenguer va continuar enfrontant-se a tot el món i Otó I va lliurar una part de la marca, que fou el marquesat de Milà al comte Obert el 961, reduint la marca als voltants de la ciutat d'Ivrea i ratificant definitivament als altres comtes en les seves possessions.
Finalment, al segle xi la marca va quedar vacant, i l'emperador Conrad II va decidir no nomenar un nou marcgravi. Des de llavors la marca es va disgregar en petits comtats, bisbats i ciutats lliures que lluitaven constantment entre ells per mantenir la seva independència o augmentar el seu poder.

## Governants de la Marca d'Ivrea
- 888 - 902: Anscari
- 902 - 924: Adalbert I
- 924 - 941: Berenguer d'Ivrea
- 941 - 951: Suprimida
- 951 - 965: Guiu
- 965 - 970: Adalbert II d'Ivrea
- 965 - 990: Conrad
- 990 - 999: Arduí I
- 999 - 1015: Arduí II